# Sambass
Sambass o Drum 'n' Bossa (una contracción de "samba" y bass") es un subgénero regional del drum and bass desarrollado fundamentalmente en Brasil que combina el ritmo del drum and bass con influencias de la música de Brasil.
Entre los samples que más se han utilizado destacan "Calhambeque" (de Roberto Carlos) o "Carolina Carol Bela" (de Toquinho y Jorge Ben Jor)
Algunos artistas significativos de este estilo son DJ Marky, DJ Patife, XRS Land, THEEGO, DJ Roots, Drumagick y Bungle. Destacan los recopilatorios "Sambass Vol. 1" hasta el "Sambass Vol. 4" fueron lanzados a la aclamación internacional por el sello discográfico italiano Cuadra.